# 特爾馬切
特爾馬切是斯洛伐克的城鎮，位於該國西南部，由尼特拉州負責管轄，面積4.64平方公里，海拔高度175米，2005年人口4,172，其中七成居民信奉羅馬天主教。

## 外部連結
- Official website （页面存档备份，存于）